# مینزبوژ (استان ووتسکی)
مینزبوژ (به لاتین: Międzybórz) یک روستا در لهستان است که در گمینا اوپوچنو واقع شده‌است. مینزبوژ ۲٫۵۷ کیلومتر مربع مساحت و ۲۴۳ نفر جمعیت دارد.